# 제인 리브스
제인 리브스(Jane Leeves, 1961년 4월 18일 ~ )는 잉글랜드의 배우이다.

## 출연 작품
- 핫 인 클리블랜드 6 (2014)
- 핫 인 클리블랜드 5 (2014)
- 핫 인 클리블랜드 4 (2012)
- 핫 인 클리블랜드 3 (2011)
- 핫 인 클리블랜드 2 (2011)
- 핫 인 클리블랜드 1 (2010)
- 엔드리스 범머 (2009)
- 피니와 퍼브 (2007)
- 이벤트 (2003)
- 뮤직 오브 하트 (1999)
- 헤라클레스 (1998)
- 제임스와 거대한 복숭아 (1996)
- 콴텀 66 (1996)
- 34번가의 기적 (1994)
- 프레이저 (1993)
- 사인필드 (1990)
- 머피 브라운 (1988)
- 리브 앤 다이 (1985)
- 악마의 키스 (1983)